# Finsterniszyklus

Canon der Sonnenfinsternisse
(Auszug einer Wiedergabe der Berechnungen Theodor Oppolzers, 1887)
Farblich hervorgehoben wurden die verschiedenen Reihen des Semesterzyklus; sie überlappen sich meistens kurzzeitig und bestehen jeweils aus 8, 9 oder 10 Ereignissen.

Ein Finsterniszyklus ist die periodische Wiederholung von entweder Sonnenfinsternissen oder Mondfinsternissen. Aus der Abfolge aller Finsternisse (Canon der Finsternisse) lassen sich verschiedene Typen von Finsterniszyklen auslesen, die sich durch das Zeitintervall zwischen den einzelnen zugerechneten Finsternissen – die Finsternisperiode – unterscheiden:
- so hat z. B. der Semesterzyklus mit 6 synodischen Monaten (etwa ein halbes Jahr) die kürzeste Finsternisperiode
- dagegen hat der Saroszyklus eine Periode von 223 Lunationen (etwa 18 Jahre).

## Überlappende Finsternisreihen
Ein Finsterniszyklus ist keine durchgehende Folge von Finsternissen, sondern besteht aus Finsternisreihen, die in der Ereigniszahl begrenzt und zeitlich gegeneinander versetzt sind. Die ersten Finsternisse einer Reihe sind schwach ausgebildet (partiell), die in der Mitte sind deutlich (total), und die letzten sind wieder schwach, bevor nach der kennzeichnenden Periode keine Finsternis der betrachteten Reihe mehr feststellbar ist.
So enthalten die Reihen des Semesterzyklus 8 bis 10 Ereignisse (siehe nebenstehende Tabelle). Bevor eine Reihe nach höchstens 5 Jahren endet, finden meistens schon neue Ereignisse statt, mit denen eine neue Semesterreihe beginnt, d. h. beide Reihen überlappen sich.
Finsterniszyklen mit längerer Periodendauer sind auch wegen der größeren Zahl enthaltener Ereignisse länger, die sich zudem weniger voneinander unterscheiden, außerdem bestehen hier mehr Reihen mit ausgeprägterer zeitlicher Überlappung parallel. Eine Sarosreihe enthält z. B. etwa 71 Ereignisse und dauert etwa 1270 Jahre, etwa 38 Sarosreihen bestehen gleichzeitig.

## Kennzeichnung
Sowohl der übergeordnete Begriff, der sich nur auf die Finsternisperiode bezieht, als auch jede Finsternisreihe wird als Finsterniszyklus bezeichnet. Verwechslungen sind folglich nicht ausgeschlossen.
Bei Zyklen mit langer Periode wird dem begegnet, indem jede ihrer Einzelreihen eine eigene Nummer enthält. Die Sonnenfinsternis vom 11. August 1999 gehörte z. B. in die Reihe mit der Nr. 145, kurz: zum Saroszyklus 145.

## Zyklen-Auslese
Das Prinzip der Bildung eines Zyklustyps für das Auslesen bestimmter Reihen von Sonnenfinsternissen ist das gleiche wie für Mondfinsternisse. In den folgenden Abschnitten werden die Zyklen zunächst allgemein oder als Sonnenfinsterniszyklen  behandelt. Auf  Besonderheiten von Mondfinsterniszyklen wird später eingegangen.
Die nächste Finsternis kann bereits nach einer Lunation (etwa ein Monat) auftreten. Als Finsternisreihe wird aber eine solche aus mehr als zwei Ereignissen bezeichnet. Deren Periode beträgt mindestens sechs Lunationen (etwa ein halbes Jahr), die den Semesterzyklus kennzeichnet. Eine Finsternis nach bereits einer Lunation findet meistens statt, bevor eine Semesterreihe endet. Mit diesem Ereignis beginnt die nächste  Finsternisreihe des Semesterzyklus.
Die Periode eines Auslesezyklus ist ein ganzzahliges Vielfaches von synodischen Monaten. Mit zunehmender Finsternisperiode enthält jede Reihe auch eine höhere Anzahl von Finsternisereignissen, die alle mit gleicher Periode ohne Unterbrechung aufeinander bezogen sind. Bei wachsender Periode wird die jeweilige Differenz zu einem ganzzahligen Vielfachen von halben drakonitischen Monaten immer geringer, das heißt die Veränderung der Knotendistanz zwischen den Einzelereignissen wird kleiner, und die Ereignisse werden daher einander ähnlicher. Je größer die Finsternisperiode gewählt wurde, umso mehr solcher langen Reihen mit gleicher Periode verlaufen zeitlich parallel nebeneinander.
Mit der Finsternisperiode wächst die Zahl der übersprungenen Finsternisse. Auslesebedingung ist, dass die Periode neben einer ganzen Zahl von synodischen Monaten möglichst auch eine ganze Zahl halber drakonitischer Monate enthält. Da Finsternisse bei Nähe des Mondes zu jedem der beiden Knoten stattfinden können, gilt die Bedingung auch für eine ganze Zahl drakonitischen Monate plus einen halben. Bei solchen Zyklen finden die Finsternisse nacheinander wechselweise in Nähe zum aufsteigenden oder zum absteigenden Knoten statt. Geeignete Zahlenpaare aus synodischen und drakonitischen Monaten sind mit Kettenbruch-Rechnungen zu finden.
Eine Zyklusreihe kann mit irgendeiner Finsternis beginnen. Deshalb existieren von einem Zyklustyp bestimmter Periode zur gleichen Zeit neben einer Finsternisreihe ebenso viele Reihen zusätzlich, wie Ereignisse mit dem betreffenden Auslesemodus übersprungen wurden. Beim Saros gibt es derzeit 38 weitere Reihen, jeweils mit einer anderen Nummer versehen. Prinzipiell kann jede Finsternis durch einen beliebigen Zyklustyp erfasst werden, und sodann mit typabhängig unterschiedlich bestimmter Periodenlänge auf andere Finsternisse bezogen werden. Auslesezyklen können beliebig groß sein. Theoretisch gibt es keine Grenze.
Die beiden folgenden Abbildungen zeigen beispielsweise am Saroszyklus – und im Vergleich zum Semesterzyklus – das Ergebnis einer solchen Auslese.

Semesterzyklus-Reihe aus 9 Sonnenfinsternissen (−4 bis +4; Knotendistanz 4,023°)
Die vorherige Reihe endete mit Finsternis v_{e}, die nachfolgende beginnt mit n_{a}.

Saroszyklus-Reihe aus 71 Sonnenfinsternissen (−35 bis +35; Knotendistanz 0,477°)
Der Übersichtlichkeit halber sind nur geradzahlige Finsternisse markiert.

### Saroszyklus
Die in einer Reihe enthaltene Zahl von Finsternissen steigt proportional mit der Periode, die Dauer einer Reihe wächst aber überproportional und übersteigt bald ein Menschenleben deutlich. Unter den größeren Zyklustypen hat der Saroszyklus (Periode 223 synodische Monate, etwa 18,03 Jahre; Reihen mit durchschnittlich 71 über etwa 1280 Jahre verteilten Finsternissen) besondere praktische Bedeutung, obwohl ein Beobachter nur fünf bis sechs Finsternisse dieses Zyklus erleben kann. Ein Astronom mit durchschnittlicher Lebenserwartung zur Zeit der Antike konnte wenigstens drei davon beobachten und wissenschaftlich auswerten. Drei Saros-Perioden sind wiederum die Periode des Exeligmos (Triple Saros).
Wesentlich für die Bedeutung des Saroszyklus ist, dass bei ihm die Ähnlichkeit der aufeinanderfolgenden Finsternisse nicht allein durch die relativ kleine Knotendistanz-Änderung bestimmt wird, sondern dass die Sarosperiode daneben auch fast ein ganzzahliges Vielfaches eines anomalistischen Monats ist, der Mond also dann jeweils in ähnlicher Entfernung zur Erde steht.

### Weitere Zyklustypen
Zwischen Semester*) und Saros  befinden sich entsprechend ihrer Periodendauer die Zyklustypen Hexon (35 synodische Monate), Hepton*) (41), Octon (47), Tzolkinex*) (88) und Tritos*) (135).
Nach dem Saros folgt der sehr große Inexzyklus*). Seine Periode ist 358 synodische Monate lang. Eine Inexreihe enthält im Durchschnitt 809 über 23.400 Jahre verteilte Sonnenfinsternisse. Die Knotendistanz beträgt nur noch 0,041°.
Bereits im Altertum bekannte Zyklen mit relativ großer Periode sind beispielsweise ein Zyklustyp der Maya (405 synodischen Monate gleich 3 Tritos-Perioden gleich etwa 33 Jahre gleich 46 Tzolkin-Perioden zu je 260 Tagen) und einer der Griechen (939 synodische Monate gleich etwa 4 Meton-Perioden gleich 20 Octon-Perioden gleich etwa 76 Jahre).
Anmerkung: bei den mit *) markierten Zyklen finden die Finsternisse nacheinander wechselweise bei Nähe zum auf- beziehungsweise absteigendem Knoten statt.

## Annahmen und Genauigkeit
Für die Erde als Ganzes gesehen, kann unter bestimmten Bedingungen knapp 15 Tage vor oder nach einer Sonnenfinsternis eine Mondfinsternis auftreten, eine halbe Lunation dauert dieses zwischen zwei Finsternissen
Für die Wiedergabe der Zusammenhänge wird hier von der vereinfachenden Annahme je kreisförmiger anstatt elliptischer Umlaufbahnen der Erde und des Mondes ausgegangen sowie von mittleren Werten für deren Umlaufzeiten. Damit sind die angegebenen Werte für Periode, Zahl an Finsternissen und Dauer einer Zyklusreihe ebenfalls Mittelwerte, die für die Abstraktion der Periodizität von Zyklustypen ausreichen, nicht aber für detaillierte Berechnungen einer Finsternis. Auch die Hilfsgrößen Knotendistanz (als ekliptikale Winkeldistanz zwischen Neu- oder Vollmond und Knoten) und Finsternis-Limit (als maximale Knotendistanz, bis zu der eine Finsternis entstehen kann) sind als Mittelwerte angegeben.
Diesen theoretischen Mittelwerten stehen statistische Durchschnittswerte gegenüber. Letztere schwanken abhängig von den jeweils in einer Statistik ausgewerteten Finsternissen, was bei Verwendung von aus der Literatur entnommenen Werten zu beachten ist.
Da jede neu auftretende Finsternis nie völlig einer älteren gleicht, ist das Arbeiten mit Mittelwerten ohnehin nicht frei eines Restes an Willkür.

## Einige Berechnungen

### Vorgegebene Größen
Während eines synodischen Monats  (29,53059 Tage) bewegt sich die Erde +29,1067° auf ihrer Bahn (360° in 365,2422 Tagen), die Knotenlinie dreht sich in dieser Zeit −1,5638° in der Ekliptik (360° in 18,613 Jahren):
- (29,53059 d ÷ 365,2422 d) · 360° = 29,1067°,
- (29,53059 d ÷ (18,613 · 365,2422 d)) · 360° = 1,5638°.

### Knotendistanz-Änderung beim Semesterzyklus
Nach 6 synodischen Monaten ist die Erde auf ihrer Bahn +174,6402° vorangekommen, die Knotenlinie hat sich −9,3828° gedreht. Der Neu- oder Vollmond ist +4,0230° (Knotendistanz-Änderung, ekliptikaler Winkel) über den Gegenknoten hinaus gekommen:
- +174,6402° - (−9,3828°) - 180° = +4,0230°.[7]

### Finsterniszahl und Zyklusdauer für den Semesterzyklus (Sonnenfinsternisse)
Mit dem Finsternis-Limit ±16,6° (durchschnittlicher Wert, siehe Eintrag in dieser  Abbildung) ist die
Finsterniszahl im Mittel 9,25, die Zyklus-Dauer im Mittel 4,5 Jahre:
- (2·16,6° ÷ 4,023°) + 1 ≈ 9,25
(+1, weil Zahl der Intervall-Grenzen = Zahl der Intervalle + 1)
- 9,25 · 6 · 29,53059 d ≈ 4,5 Jahre.

## Geographischer Aspekt von Sonnenfinsternissen
Die ersten und die letzten Finsternisse einer Reihe sind partiell und finden in einem der beiden polaren Gebiete der Erde statt. Dazwischen sind sie zentral (total oder ringförmig) und verlagern sich schrittweise über alle geographischen Breiten, bis sie im entgegengesetzten polaren Gebiet aufhören.
Finden die Finsternisse im Wechsel beim auf- beziehungsweise absteigendem Knoten (*) statt, so besteht die Reihe aus zwei ineinander verschachtelten Unterreihen, von denen die eine von Süden nach Norden, die andere von Norden nach Süden verläuft.
Bei negativem Wert für die Knotendistanz-Änderung läuft die Finsternisreihe in westlicher Richtung in Bezug auf die Knoten. Auf der Erde ist ihr Verlauf zwischen den polaren Gebieten umgekehrt zu einer Reihe mit positiver Knotendistanz-Änderung.

## Totale und ringförmig-totale Sonnenfinsternisse
Die Finsternisse in der Mitte einer Reihe sind total oder ringförmig. Sie sind mehrheitlich entweder total oder ringförmig, wenn die Periode auch annähernd ein ganzes Vielfaches des anomalistischen Monats (im Mittel 27,55455 d) ist. Diese Bedingung ist gut erfüllt beim Hepton und beim Saros:
- Hepton: 41 · 29,53059 d = 1210,7542 d ≈ 043,94 anomalistische Monate,
- Saros: 223 · 29,53059 d = 6585,3216 d ≈ 238,99 anomalistische Monate.

Dieser Eigenschaft verdankt der Saros seine Güte und Bekanntheit, es wiederholen sich sehr ähnliche Sonnenfinsternisse.

## Zyklusdaten in Zusammenfassung
| Zyklus   | synodische Monde | Erd- jahre | drakonitische Monde | anomalistische Monde | Knotendistanz- Änderung | durchschn. Anzahl der Sonnenfinsternisse | Jahre (total) |
| -------- | ---------------- | ---------- | ------------------- | -------------------- | ----------------------- | ---------------------------------------- | ------------- |
| Semester | 06               | 00,485     | 06,5112(*)          |                      | +4,023°0                | 09,25                                    | 00.004,0      |
| Hepton   | 041              | 03,310     | 044,4930(*)         | 043,94               | −2,509°0                | 014,20                                   | 00.043,7      |
| Octon    | 047              | 03,800     | 051,0042(*)         |                      | +1,514°0                | 022,90                                   | 00.083,2      |
| Anonymos | 088              | 07,110     | 095,4972(*)         |                      | −0,9772°                | 035,00                                   | 00.241,7      |
| Tritos   | 135              | 10,920     | 146,5015(*)         |                      | +0,5181°                | 065,10                                   | 00.700,0      |
| Saros    | 223              | 18,030     | 241,9987(*)         | 238,99               | −0,4772°                | 070,60                                   | 01.255,0      |
| Inex     | 358              | 28,950     | 388,5001(*)         |                      | +0,0411°                | 809,00                                   | 23.390,0      |

Bei den mit (*) markierten Zyklen finden die Finsternisse nacheinander wechselweise bei Nähe zum auf- beziehungsweise absteigendem Knoten statt.

## Vielfache von Finsternis-Perioden
Die den Maya bekannte Finsternisperiode von etwa 33 Jahren ist das Dreifache der Tritosperiode.
Eine ganzzahlige Verlängerung der Saros-Periode führt zum Exeligmos oder Triple Saros mit einer Perioden-Dauer von ungefähr 54 Jahren (3 · 18,03 Jahre). Seine Bedeutung liegt darin, dass dann eine Finsternis fast zur gleichen Tageszeit stattfindet wie eine andere 54 Jahren zuvor, denn 669 synodische Monate entsprechen nahezu einer ganzen Zahl an Tagen (669 · 29,53059 Tage = 19 755,965 Tage ≈ 19 756 Tage). Die Wiederholung solcher Finsternisse ist damit vom gleichen Ort aus beobachtbar, befindet sich das Maximum der Finsternis doch ungefähr auf demselben Längengrad. Diese Tatsache war bereits im antiken Griechenland bekannt.
Der für die Bildung von lunisolaren Kalendern bedeutsame Mondzirkel zeigt eine Periode von 235 synodischen Monaten, was der fünffachen Periode des Octon mit 47 synodischen Monate nahekommt. Wegen dieses Zufalls wird der Mondzirkel oft auch als Finsterniszyklus angesehen. Im Vergleich zum Saros mit ähnlicher Periodenlänge ist er aber ein unbedeutend kurzer Zyklus mit nur vier oder fünf Finsternissen. Bei Verlängerung der Octon-Periode (die durchschnittlich 22,9 Finsternisse enthält) auf das Fünffache wird nämlich nur jede fünfte Finsternis gezählt. Der Mondzirkel umfasst damit nur ungefähr halb so viele Ereignisse wie der ansonsten kürzeste Finsterniszyklus, der Semester.
Die Vervielfachung der Periode verringert die Anzahl der Finsternisse in einer Zyklusreihe um den gleichen Faktor.

## Mondfinsternis-Zyklen

Auszug aus dem Canon der Mondfinsternisse Oppolzers.
Markiert sind die verschiedenen Reihen des Semesterzyklus. Sie bestehen aus 5 oder 6 Ereignissen einer Kernschatten-Mondfinsternis und überlappen sich nicht; die Pause zwischen den Reihen beträgt fünf synodische Monate.

Im Unterschied zu Verfinsterungen durch den Kernschatten der Erde lassen sich Halbschatten-Mondfinsternisse mit bloßem Auge nicht leicht feststellen. Im Canon der Mondfinsternisse von Theodor Oppolzer werden sie deshalb nicht aufgeführt (siehe Abbildung rechts). Der astronomische Begriff fasst hingegen beide Arten von Mondfinsternis und daher sind in neueren Aufstellungen ebenso die Ereignisse einer kaum wahrnehmbaren Verdunkelung des Mondes durch den Halbschatten der Erde enthalten.
Das Finsternis-Limit unter Einschluss der Halbschatten-Mondfinsternisse hat mit rund ± 16,7° etwa den gleichen Wert wie das für Sonnenfinsternisse unter Einschluss der partiellen Sonnenfinsternisse (rund ± 16,6°). Zyklen aus Mondfinsternissen und solche aus Sonnenfinsternissen sind daher etwa gleich lang und enthalten auch etwa gleich viele Ereignisse.
Das Finsternis-Limit wird mit rund ± 10,6° deutlich kleiner und das Zeitfenster entsprechend enger, wenn die Halbschatten-Mondfinsternisse nicht mitgezählt werden. Eine Mondfinsternis-Zyklus-Reihe aus den leicht erkennbaren Kernschatten-Finsternissen enthält somit nur etwa zwei Drittel der Ereignisse und ist etwa ein Drittel kürzer als eine Reihe, bei der auch die schwerer erkennbaren Finsternisse mitgezählt werden. Für den Semesterzyklus beispielsweise führt dies zur Reduktion auf 5 bis 6 Finsternisereignisse pro Reihe (siehe Abbildung rechts), anstelle der ansonsten 8 bis 10 Mondfinsternisse zählenden Reihen (die sich ähnlich überlappen können wie die beim Semesterzyklus für Sonnenfinsternisse, siehe Abbildung ganz oben).